# Osman Chávez
Osman Chávez (* 29. Juli 1984 in Santa Fe, Honduras) ist ein ehemaliger honduranischer Fußballspieler.

## Karriere

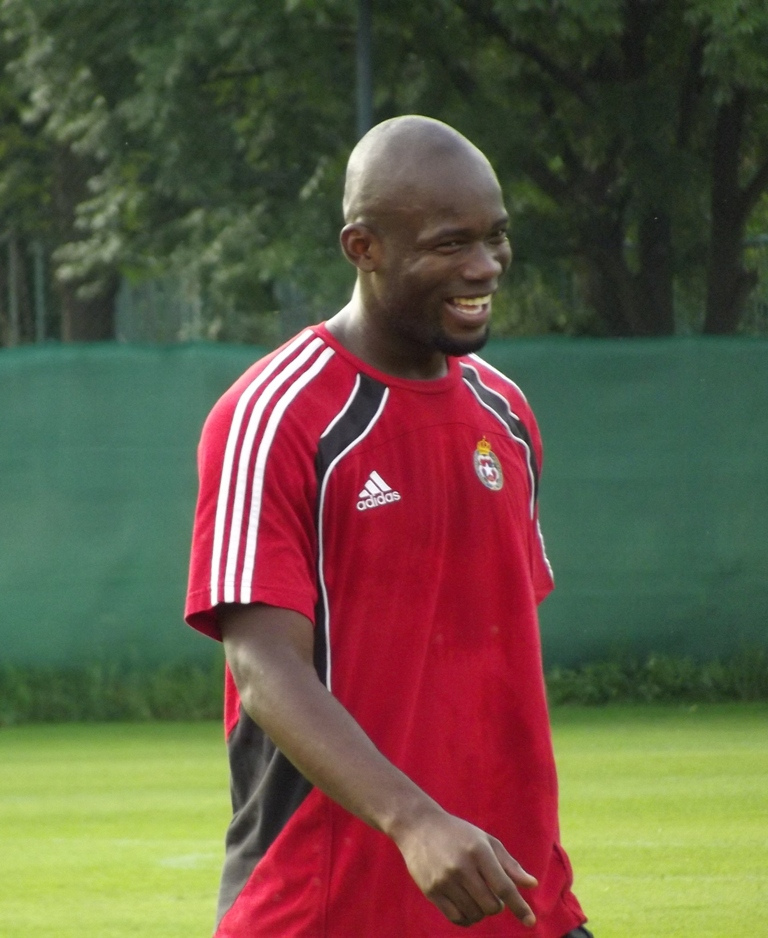
Osman Chavez, 2011

Chávez, dessen Spitzname El Tierno lautet, begann seine Profilaufbahn in der honduranischen Liga bei CD Platense, wo der Innenverteidiger schnell zum Stammspieler wurde. Von 2007 bis 2008 wurde er an den honduranischen Klub CD Motagua ausgeliehen, bevor er zu seinem Heimatverein zurückkehrte.
Aufgrund seiner Leistungen wurde er in die honduranische Nationalmannschaft berufen, wo er am 12. Februar 2006 im Spiel gegen die Volksrepublik China sein Länderspieldebüt gab. Mit der Nationalmannschaft schaffte Chávez die Qualifikation zur Fußball-Weltmeisterschaft 2010 in Südafrika, bei der er in allen drei Spielen der Nationalmannschaft zum Einsatz kam.
Um seine Karriere im Ausland fortzusetzen, löste Chávez seinen Vertrag mit Platense auf. Nachdem er keinen neuen Klub fand und mehrere Monate lang ohne Spielpraxis war, wurde er wieder von seinem früheren Verein verpflichtet und danach auch in den WM-Kader der Nationalmannschaft berufen. Bei der Weltmeisterschaft scheiterte Honduras bereits in der Vorrunde, wobei Osman Chávez in allen drei Spielen zum Einsatz kam.
Im Sommer 2010 wechselte er auf Leihbasis für ein Jahr zum polnischen Topklub Wisła Krakau und zählte zu den Leistungsträgern. Nach einem Jahr verpflichtete Wisła Krakau ihn fest und bezahlte umgerechnet etwa 210.000 Euro Ablöse. In der Rückrunde 2011/12 fiel Chávez jedoch größtenteils aufgrund einer Knie-OP aus.
Im Jahr 2014 wechselte Chávez auf Leihbasis zum chinesischen Zweitligisten Qingdao Zhongneng. Auch für die Weltmeisterschaft 2014 wurde er vom Trainer Luis Fernando Suárez in den Kader der Auswahl von Honduras berufen.
2015 wechselte Chávez zurück in sein Heimatland zu Platense FC. Er beendete 2017 seine Karriere bei CDS Vida.

## Titel und Erfolge
- 2010: Teilnahme an der Weltmeisterschaft
- 2011: Copa Centroamericana
- 2011: Polnischer Meister